# Ex indumentis
ex indumentis vient du latin, traduit en français : « de l'habillement ». C'est une classe de reliques, de la deuxième catégorie, car les reliques "ex indumentis" ont été en contact avec le saint durant son vivant ou a été un objet lui ayant appartenu.

## Historique
Les reliques de 2e classes peuvent-être obtenues le plus souvent gratuitement après demande à la postulation ou à l'association officielle du saint.  
Les reliques ex indumentis sont livrées au fidèles pour obtenir des grâces et non pour en faire des collections ou pour en faire du commerce. Toutes reliques requièrent obligatoirement d'un certificat d'authenticité.  
Aujourd'hui, de nombreuses cartes-reliques représentant un Saint ou des médailles sont scellées d'une relique ex indumentis. 

## Sources
http://www.forallthesaints.info/about.htm